# Pumpspeicherkraftwerk Żar
Das Pumpspeicherkraftwerk Żar (polnisch Elektrownia Porąbka-Żar) ist das zweitgrößte polnische Pumpspeicherkraftwerk.

## Technik
Das von 1971 bis 1979 gebaute Pumpspeicherkraftwerk kann im Turbinenbetrieb 4,0 Stunden lang eine Leistung von 500 Megawatt abgeben und im Pumpbetrieb 5,5 Stunden lang eine Leistung von 540 MW aufnehmen. Als Unterbecken dient der Stausee Jezioro Międzybrodzkie, das Oberbecken wurde auf dem gleichnamigen Berg Żar errichtet.